# Canthium spinosum
Canthium spinosum là một loài thực vật có hoa trong họ Thiến thảo. Loài này được (Klotzsch ex Eckl. & Zeyh.) Kuntze mô tả khoa học đầu tiên năm 1898.

## Hình ảnh

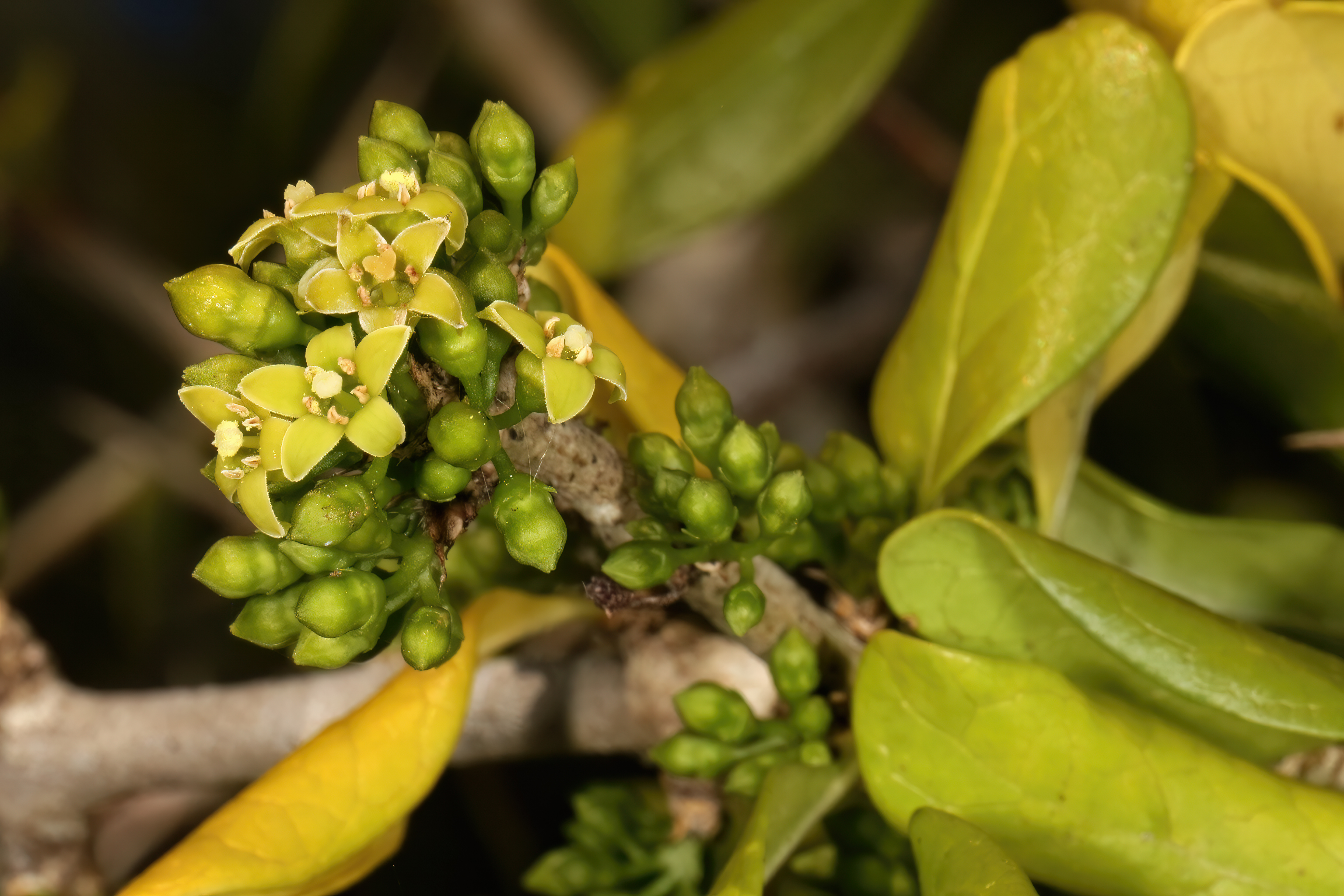